# Theoto (Fulda)
Theoto († 871) war von 856 bis 869 Abt des Klosters Fulda. Sein Geburtsjahr ist nicht bekannt.
859 war Theoto Mitglied einer Gesandtschaft König Ludwig II. (des Deutschen) nach Rom. Briefverkehr zwischen Theoto und den Päpsten Benedikt III. und Nikolaus I. sowie dem Mainzer Erzbischof Karl von Aquitanien ist zwar nicht erhalten, aber in älterer Literatur bezeugt.
868 nahm er an der Synode von Worms teil, die langwirkende kirchenrechtliche Beschlüsse fasste.
869 wurde Theoto von König Ludwig II. als Abt des Klosters Fulda wegen „Ungehorsams“ abgesetzt.